# Mamma Roma
Pour plus de détails, voir Fiche technique et Distribution.
Mamma Roma, deuxième film de Pier Paolo Pasolini, réalisé en 1962, fait suite à Accattone réalisé 1961. Il prolonge la vague du néo-réalisme italien des années 1950.

## Synopsis
Mamma Roma, prostituée romaine d'une quarantaine d'années, pense être libérée de son jeune souteneur, Carmine, qui se marie. Elle tente de refaire sa vie et reprend avec elle son fils Ettore, âgé de seize ans, qui ignore son passé et a grandi à la campagne, à Guidonia Montecelio près de Rome. Ils emménagent dans un appartement d'une cité nouvelle du quartier Don Bosco qu'elle rêve idéale. Mamma Roma travaille désormais comme vendeuse sur un petit marché de la via Tuscolana, pleine d'espoir pour Ettore et dans la nouvelle vie qui commence. Ettore fait la connaissance des adolescents du quartier, qui traînent, désœuvrés, dans le terrain vague devant la cité, sous un soleil de plomb.

## Fiche technique
- Titre original : Mamma Roma
- Scénario et Réalisation : Pier Paolo Pasolini
- Images : Tonino Delli Colli
- Montage : Nino Baragli
- Son :  Renato Cadueri et Leopoldo Rosi
- Direction artistique : Flavio Mogherini
- Décorateur : Massimo Tavazzi
- Production : Alfredo Bini
- Société de production : Arco Film
- Pays : France, Italie
- Format : Noir et blanc  - 35 mm - 1,85:1 - Son : Mono  (Westrex Recording System)
- Genre : Drame
- Durée : 110 minutes
- Dates de sortie : 
  - Italie : 31 août 1962 (première au Festival de Venise)
  - Italie : 22 septembre 1962 (sortie nationale)

## Distribution
- Anna Magnani :  Mamma Roma
- Ettore Garofolo :  Ettore
- Franco Citti :  Carmine
- Silvana Corsini :  Bruna
- Luisa Loiano :  Biancofiore
- Luciano Gonini :  Zacaria
- Vittorio La Paglia :  Cesare Pellissier
- Paolo Volponi :  le prêtre
- Piero Morgia (it) :  Piero
- Franco Ceccarelli (it) :  Carletto, un ami d'Ettore
- Marcello Sorrentino :  Tonino, un ami d'Ettore
- Sandro Meschino :  Pasquale, un ami d'Ettore
- Franco Tovo :  Augusto, un ami d'Ettore
- Pasquale Ferrarese :  Lino, un ami d'Ettore
- Leandro Santarelli :  Begalo
- Emanuele Di Bari :  Gennarino le chineur
- Lamberto Maggiorani : un patient de l'hôpital

## Analyse

### Un film néoréaliste
Pier Paolo Pasolini reprend les thèmes du néoréalisme : l’errance, les terrains vagues, les immeubles en ruine, la vie des prolétaires, le souteneur, la prostituée au grand cœur, l’adolescent oisif. Le choix du noir et blanc souligne la réalité. Pasolini filme de longs moments où il ne se passe pratiquement rien, laissant le temps réel que prendrait une action peu importante ou se fige en gros plan sur des visages pour en capter toutes les émotions.
Pasolini, poète et écrivain déjà reconnu, commence à faire du cinéma assez tard, cette « langue écrite de la réalité », est un moyen d'expression au même titre que l’écriture, la musique ou le dessin : 

« le cinéma me permet de maintenir le contact avec le réel, un contact physique, charnel. Et cette réalité se livre dans le seul acte de filmer, qui met à nu la réalité quotidienne. »

Il y a un désir dans la façon de filmer, d’oubli de la caméra, comme si l’œil observait lui-même le quotidien purement et simplement. Volonté presque documentaire à montrer les choses telles qu’elles sont. Pour Pasolini, l’être humain, aussi simple puisse-t-il être, est œuvre cinématographique par sa seule existence, la vie est un film naturel, une langue universelle. Pour lui, l’éclairage, le son, les paysages, les personnages doivent paraître réels et rien n’est retouché.
Pasolini laisse Anna Magnani librement improviser (séquence de danse avec son fils, chute des deux personnages et éclats de rire non coupés au montage).

### Procédés filmiques
Le réalisateur utilise de nombreux travellings ; un travelling arrière accompagne la marche nocturne de Mamma Roma, dans les faubourgs, avec les prostituées et les clients avec à l’arrière les lumières de la ville omniprésentes. La caméra suit le parcours sinueux de Mamma Roma qui, dans son ivresse, se lance dans un monologue de rédemption, des personnages l’abordent, marchent à ses côtés puis disparaissent dans la nuit. Ce travelling appuie l’ambiance des nuits romaines, anime l’action, révèle l’emprise de Mamma Roma (toujours au premier plan au centre du cadre) dans ce milieu qui peu à peu se retire de ce monde parallèle presque irréel, de débauche et prostitution comme happée par une force invisible.

### Décor

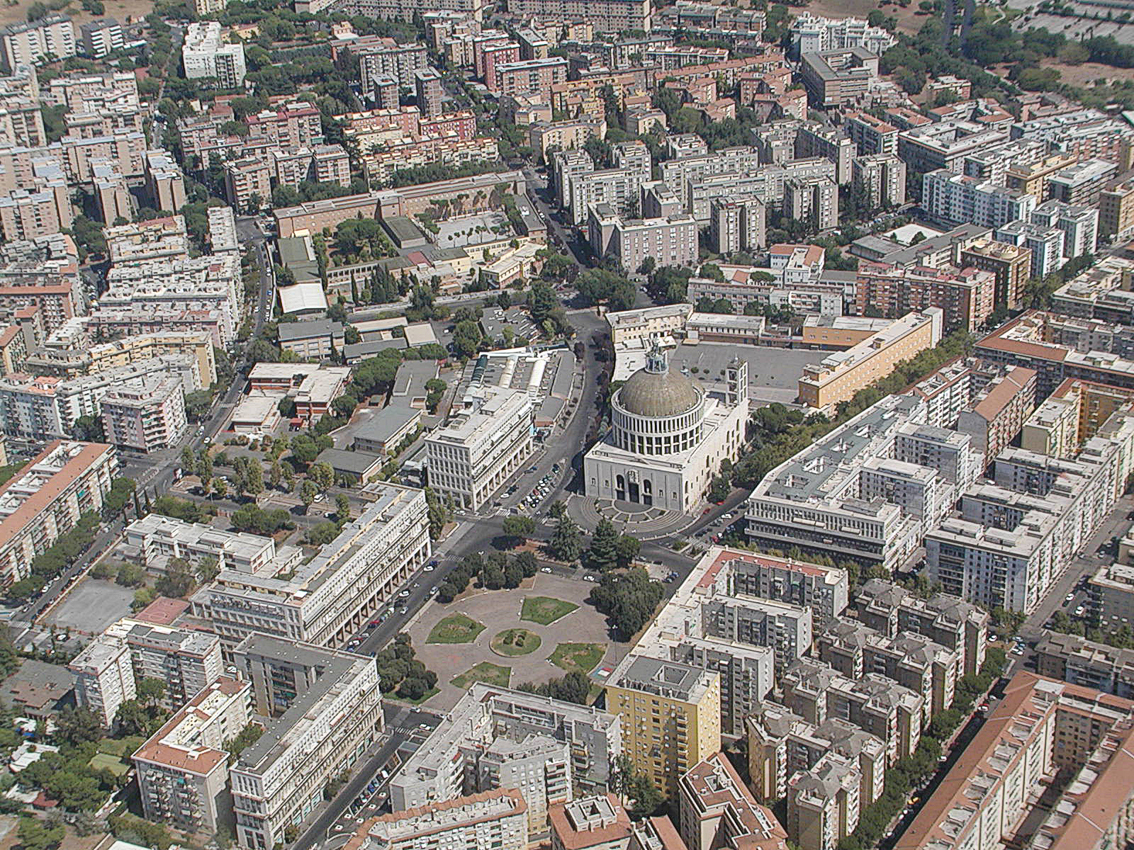
Vue aérienne du quartier Don Bosco et de la basilique San Giovanni Bosco.

Le décor joue un rôle important dans le film : d'un côté les immeubles modernes du quartier Don Bosco en plein développement à cette époque, image de la vie idéale et policée qu'aimerait donner Mamma à son fils, et de l'autre, le terrain vague et sauvage avec les vestiges antiques du Parc des aqueducs et de l'aqueduc de l'Aqua Claudia, image de la jeunesse indocile traversée par les passions brutales. La basilique San Giovanni Bosco, érigée de 1952 à 1964, présente sur de très nombreux plans d'extérieur, est l'élément tutélaire. Les scènes dans l'intérieur de l'église ont été tournées en studio.

### Religion et peinture
La scène de mariage, en ouverture du film, rappelle La cène de Vinci. Le réalisateur a été très tôt passionné par l’image du Christ sur la croix : « je cherche le Christ parmi les pauvres » et dans la scène finale, la position d'Ettore, attaché au lit de contention, évoque le tableau La Lamentation sur le Christ mort d'Andrea Mantegna. Le corps filmé en travelling pour faire remarquer la parfaite symétrie du corps comme sur le tableau et souligne chaque membre pour faire ressentir la douleur de la torture. Le cri qu’il lance en appelant sa mère a valeur christique et rédemptrice, retour à la matrice à la fin de sa vie.

### Musique
Passionné de musique, Pasolini lui consacre une place importante dans ses films. Dans Mamma Roma la musique qui accompagne les scènes, notamment un concerto de Vivaldi, fait un contre-point raffiné à la rudesse du monde réel, un cadre de douceur pour faire ressortir la cruauté des situations.

### Personnages
Après la seconde guerre mondiale, le cinéma italien dispose de peu de moyens et Pasolini recrute certains acteurs dans les rues ; cette contrainte accentue l'effet de naturel qu'il recherche. Anna Magnani, célèbre pour son rôle de femme du peuple romain dans Rome, ville ouverte de Roberto Rossellini, donne toute sa singularité au personnage. Elle incarne une femme au caractère affirmé, qui se rebelle contre la fatalité de son destin tragique. Pasolini qui l'admirait beaucoup, composa un poème en son honneur, en référence à la dernière scène du film : 
« Presque un emblème
Désormais, le cri de Magnani,
Sous les mèches en désordre absolu,
Résonne dans les panoramiques désespérés,
et dans ses coups d’œil vifs et muets,
Se concentrent le sens de la tragédie ».